# عزيز السحماوي
عزيز السحماوي (ولد سنة 1962 بمراكش) هو مغني مغربي مختص في المزج بين عدة ألوان موسيقية مثل الجاز وموسيقى كناوة.

## حياته
ولد عزيز السحماوي بمراكش وسط المغرب سنة 1962 وكبر فيها. بدأ بسماع موسيقى كناوة منذ طفولته, وذلك بتشجيع من والده.
بعد حصوله على شهادة الإجازة في الآداب, انتقل لباريس, حيث صقل موهبته الموسيقية وكان ضمن مؤسسي فرقة الأوركسترا الوطني لباربيس ( l'Orchestre National de Barbès – ONB) في أوساط التسعينيات, وهي مجموعة جمعت بين التراث المغاربي وإيقاعات عالمية مثل الجاز والريغي والبلوز.
بعد ألبومين, ترك السحماوي فرقة باربيس وأسس فرقته الموسيقية الخاصة سنة 2010: جامعة كناوة (University of Gnawa), وهي مجموعة يشارك فيها موسيقيون من السنغال ومن فرنسا، بالإضافة إلى موسيقيين مغاربة.
سنة 2014 كان السحماوي مركز جدل في المغرب وذلك بعد تقدمه بطلب لنيل الجنسية الجزائرية.

## أغانيه
أصدر عزيز السحماوي عدة أغان وألبومات خلال مسيرته مع مختلف المجموعات والفنانين الذين عمل معهم, منها:
- نورية [4]
- مازال
- 75

## روابط خارجية
- عزيز السحماوي على موقع ميوزك برينز (الإنجليزية)
- عزيز السحماوي على موقع ديسكوغز (الإنجليزية)